# John Michael Talbot

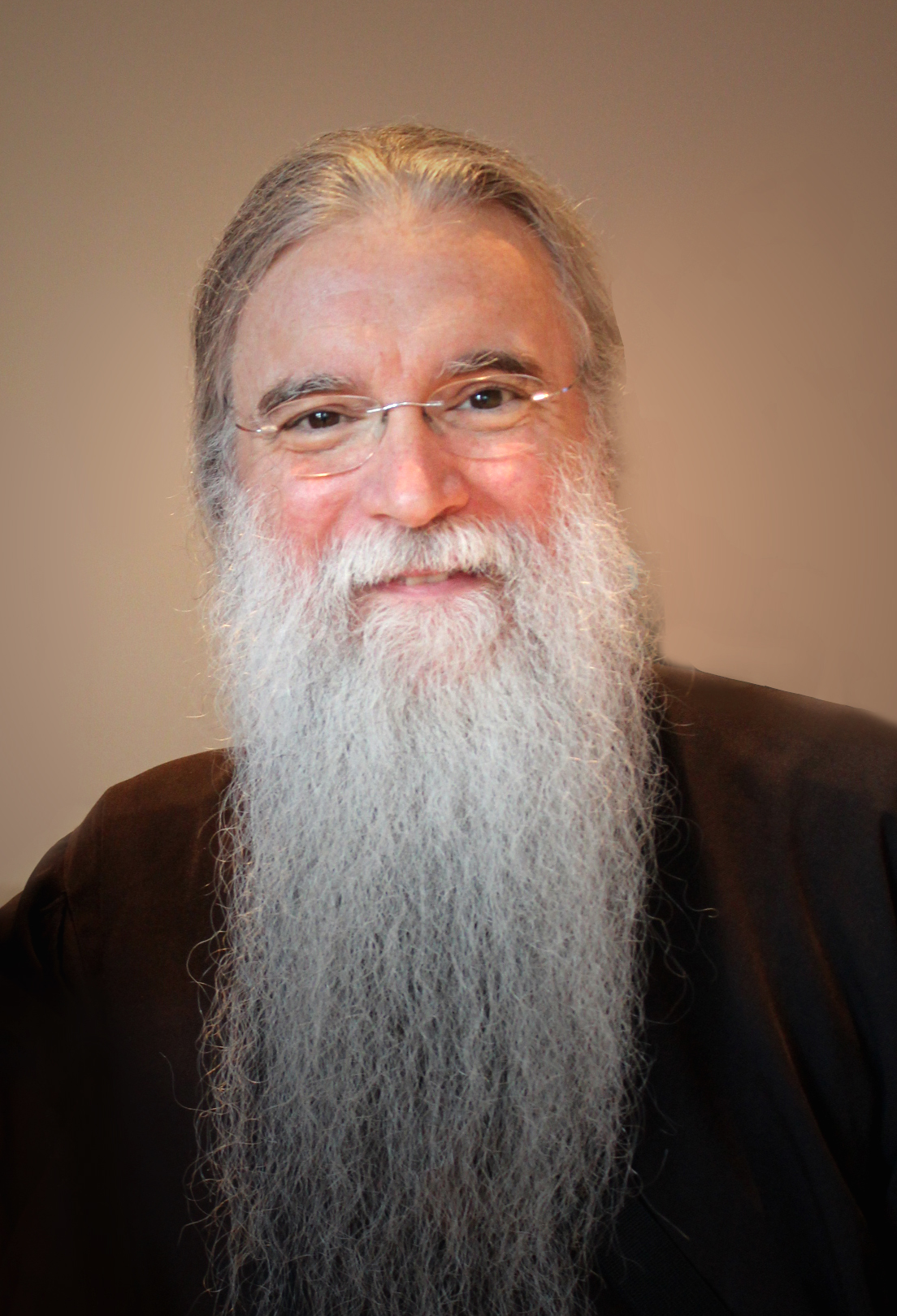
John Michael Talbot

John Michael Talbot (* 8. Mai 1954 in Oklahoma City, Oklahoma) ist ein US-amerikanischer, römisch-katholischer Mönch, Liedermacher und Gitarrist. Er gründete auch den Klosterorden The Brothers and Sisters of Charity in Eureka Springs, Arkansas.

## Biografie
John Michael Talbot wuchs in einer religiösen, methodistischen Familie auf. Direkt nach der Schule wurde er im Alter von 15 Jahren Gitarrist der Band Mason Proffit, einer Country/Folk/Rock-Band, in der auch sein älterer Bruder Terry spielte. Die Band produzierte fünf Alben und war einer der Vorreiter der erfolgreicheren Country-Rock Bands wie die Eagles.
Nach ersten Erfolgen mit der Band beschäftigte sich Talbot mit verschiedenen Religionen der amerikanischen Ureinwohner, dem Buddhismus und schließlich mit dem Christentum. Er und sein Bruder wurden Teil der Jesus-People und veröffentlichten zusammen das Album The Talbot Bros. bei Warner Brothers.
Zwei Solo-Alben folgten: John Michael Talbot (1976) und The New Earth (1977).
John Michael Talbot war verheiratet, die Ehe wurde geschieden und die gemeinsame Tochter wuchs bei der Mutter auf. Talbot zog sich nach der Scheidung aus der Öffentlichkeit zurück. Er beschäftigte sich mit dem Leben des Franziskus von Assisi und begann ein Studium an einem Franziskaner-Center in Indianapolis. Er konvertierte zum Katholizismus und trat 1978 dem säkularen Franziskanerorden bei. Er baute sich eine kleine Kapelle und plante, als Einsiedler zu leben. Wegen vieler Anfragen für Konzerte und Musikproduktionen begann er bereits 1979 wieder, Gitarren- und Vokalmusik in einem ruhigen, kontemplativen Stil zu produzieren. Er zog um in ein Gebäude in Eureka Springs, Arkansas, das er sich bereits in der Zeit mit Mason Proffit gekauft hatte. Talbot gründete eine eigene Gemeinschaft, die Brothers and Sisters of Charity at Little Portion Hermitage. Es handelt sich um eine klösterliche Gemeinschaft mit zölibatären Brüdern, Schwestern und Familien. Im Jahr 1989 heiratete Talbot, mit Erlaubnis der Kirche, zum zweiten Mal.
Seit vielen Jahren unterstützt Talbot die Arbeit der Mercy Corps.

## Diskografie
Mit Mason Proffit
1. Wanted (1969)
2. Movin’ Toward Happiness (1971)
3. Last Night I Had the Strangest Dream (1971)
4. Rockfish Crossing (1972)
5. Bareback Rider (1973)
6. Come And Gone (1974) (re-release of Wanted and Movin’ Toward Happiness)

als John Michael Talbot
1. The Talbot Bros. (Wiederveröffentlicht als Reborn) (1974) mit Terry Talbot
2. John Michael Talbot (1976)
3. The New Earth (1977)
4. The Lord’s Supper (1979)
5. Beginnings / The Early Years (1980)
6. Come to the Quiet (1980)
7. The Painter (1980) mit Terry Talbot
8. For the Bride (1981)
9. Troubadour of the Great King (1981)
10. Light Eternal (1982)
11. Songs For Worship Vol. 1 (1982)
12. No Longer Strangers (1983) mit Terry Talbot
13. The God of Life (1984)
14. Songs For Worship Vol. 2 (1985)
15. The Quiet (1985)
16. Be Exalted (1986)
17. Empty Canvas (1986)
18. The Heart of the Shepherd (1987)
19. Quiet Reflections (1987)
20. The Regathering (1988)
21. Master Collection (1988)
22. The Lover and the Beloved (1989)
23. Come Worship the Lord Vol. 1 (1990)
24. Come Worship the Lord Vol. 2 (1990)
25. Hiding Place (1990)
26. The Birth of Jesus (1990)
27. The Master Musician (1992)
28. Meditations in the Spirit (1993)
29. Meditations from Solitude (1994)
30. Chant from the Hermitage (1995)
31. The John Michael Talbot Collection (1995)
32. The Talbot Brothers Collection (1995)
33. Brother to Brother (1996) mit Michael Card
34. Our Blessing Cup (1996)
35. Troubadour for the Lord (1996)
36. Table of Plenty (1997)
37. Hidden Pathways (1998)
38. Pathways of the Shepherd (1998)
39. Pathways to Solitude (1998)
40. Pathways to Wisdom (1998)
41. Quiet Pathways (1998)
42. Spirit Pathways (1998)
43. Cave of the Heart (1999)
44. Simple Heart (2000)
45. Wisdom (2001)
46. Signatures (2003)
47. City of God (2005)
48. Monk Rock (2005)
49. The Beautiful City (2006)
50. Living Water 50th (2007)
51. Troubadour Years (2008)

## Veröffentlichungen
- The Music of Creation: Foundations of a Christian Life — (Tarcher/Putnam) (1999) ISBN 1-58542-037-9
- Changes: A Spiritual Journal — (Troubadour For The Lord) ISBN 1-883803-00-4
- Blessings: Reflections On The Beatitudes — (Crossroads Publishing) ISBN 0-8245-1077-1
- Come To The Quiet: The Principles Of Christian Meditation — (J.P. Tarcher) ISBN 1-58542-144-8
- The Fire Of God — (Troubadour For The Lord) ISBN 1-883803-01-2
- Hermitage: A Place Of Prayer & Spiritual Renewal — (Troubadour For The Lord) ISBN 1-57921-040-6
- The Joy Of Music Ministry (Resurrection Press) ISBN 1-878718-63-0
- Lessons Of St. Francis: Bring Simplicity & Spirituality Into Your Daily Life — (Plume Books) ISBN 0-452-27834-1
- The Lover And The Beloved: A Way Of Franciscan Prayer — (Troubadour For The Lord) ISBN 1-883803-04-7
- Meditations From Solitude: A Mystical Theology From The Christian East — (Troubadour For The Lord) ISBN 1-883803-05-5
- Reflections On The Gospels, Vol. 1: Daily Devotions For Radical Christian Living — (Troubadour For The Lord) ISBN 1-883803-02-0
- Reflections On The Gospels, Vol. 2: Daily Devotions For Radical Christian Living — (Troubadour For The Lord) ISBN 1-883803-03-9
- Reflections On The Gospels, VOL. 3: A Passion For God — (Servant Publications) ISBN 0-89283-705-5
- Simplicity (with Dan O’Neill) — (Troubadour For The Lord) ISBN 0-89283-635-0
- The Way Of The Mystics: Ancient Wisdom For Today (with Steve Rabey) — (Jossey-Bass) ISBN 0-7879-7572-9